# Joaquín Lobato
Joaquín Lobato Pérez fue un poeta, dramaturgo y pintor nacido en Vélez-Málaga (Málaga) el 18 de julio de 1943 y fallecido el 7 de abril de 2005. Aunque se dedicaba fundamentalmente a la poesía, hacía también incursiones en campos tan distintos como son el teatro y la investigación literaria, la pintura, el dibujo, y dedicándole especial atención a la técnica del cartel. 

## Biografía
En su juventud participó en diversas reuniones de poesía e incluso crea un “Club de poetas cabreados con Platón” que debe su nombre al hecho de que Platón echó a los poetas de su ciudad ideal. 
En 1967 se trasladó a Granada, donde se licencia en Filología Románica. Rápidamente se introdujo en los cenáculos de la joven poesía andaluza. Publicó su primer libro: "Metrología del sentimiento" en Granada en 1967. 
Diversos artículos y dibujos acompañaron esta primera publicación. Colabora en la fundación de la revista "Tragaluz" con Manuel Alvar Ezquerra, Antonio García Rodríguez y Álvaro Salvador. 
En 1970 realiza su primera exposición de dibujo en la Galería "Zíngara". Durante sus estudios universitarios, los viajes tras los grandes poetas españoles son pan de cada día. Vicente Aleixandre, Blas de Otero, José Luis Cano, Federico García Lorca, Francisco Giner de los Ríos, ... son algunos de los maestros que van dejando su impronta personal sobre Lobato. De Granada se despide con otro libro: "Primera antología de las cosas" publicado en Málaga en el año 1972.
De vuelta a Vélez-Málaga funda las "Reuniones de Poesía" con Miguel Berjillos, José Antonio Fortes y Antonio Segovia Lobillo. Poco después, en 1973, crea con José Andérica y José Bonilla, la fundación "Arte y Cultura", que se dedicaba a la expansión plástica y literaria de Vélez-Málaga, firmemente apoyada con la editorial del mismo nombre. Alterna en esta época como manifestaciones de un sentimiento unitario, pintura y poesía. 
En 1975 expone en la Caja de Ahorros de Antequera de Málaga y publica "Dedicadas formas y contemplaciones" (poemas a la pintura contemporánea) en la ciudad de Málaga en 1975. Al año siguiente son dos libros que lanza al mercado: "La careta" publicado en Málaga en 1976 y "Farándula y epigrama" publicado igualmente en la capital de la costa del sol en 1976.
Granada se mantiene como puerta abierta al mundo para Joaquín Lobato. En ella funda en 1977 el grupo cultural andaluz "Colectivo 77" y recibe el Premio García Lorca, de ese año por su primera obra teatral "Jácara de los zarramplines" Granada, 1978. Paralela a su actividad literaria, ejecuta infinidad de carteles y una serie de óleos, grabados y dibujos que expone en el Museo de Málaga en 1979, aportando una personalísima manera de interpretar la realidad desde la estilística naif.
Fue nombrado Hijo Predilecto de su localidad natal de Vélez-Málaga por unanimidad de todos los grupos políticos.
Tras su fallecimiento, su familia, cedió su legado al ayuntamiento de su localidad natal, Vélez-Málaga siguiendo los deseos de Joaquín Lobato en marzo de 2007
Una obra suya, datada en 2003 y realizada sobre una bandeja de cartón mientras se encontraba hospitalizado, será el Cartel Oficial de la Semana Santa 2014, en su localidad natal de Vélez-Málaga, dicha obra presentada el 1 de febrero de 2014 en el Teatro del Carmen de dicha ciudad ha sido propuesta por su cofradía de los Estudiantes.

## Obras
Entre otros, escribió los siguientes títulos:
- Metrología del sentimiento en 1967
- Primera antología de las cosas en 1972
- Dedicadas formas y contemplaciones (poemas a la pintura contemporánea) en 1975.
- La careta en 1976
- Farándula y epigrama en 1976
- Jácara de los zarramplines de 1978
- Infártico de 1982.
- Poemas del Sur de 1984.
- Breve Antología de 1984.
- Antología Malake de 1985.
- Antología en Ciudad Jardín de 1989.
- Atardece el mar de  1993.
- El acontecer y la presencia 1998.
- El aroma del verano en el vuelo de 2003.
- Antología única de 2004.
- Aquellos ojos verdes de 2011.
- Portafolio de Roma  de 2013.
- Moussel de fresa de 2015.
- Cuaderno de Semana Santa de 2014.
- Cuaderno de la primera comunión  de 2016.
- Cuadernos de la Romería y la feria de 2017.
- Bloc Ciudad Suite de 2018
- Escritos sobre Picasso 2020.
- Tisú de plata 2023